# Saurichthys
Saurichthys è un genere di pesci ossei estinto, appartenente ai condrostei. Visse nel Triassico (tra 252 e 201 milioni di anni fa). I suoi resti sono stati rinvenuti in numerose parti del mondo (Europa, Cina, Madagascar, Sudafrica, Russia, Groenlandia, Spitzbergen, Nordamerica e Australia).

## Tante specie diverse
Il genere Saurichthys comprende oltre 40 specie fossili, provenienti da depositi sia marini sia d'acqua dolce. Tra esse si possono citare il Saurichthys ornatus e il Saurichthys madagascarensis del Triassico inferiore, il Saurichthys curionii e il Saurichthys costasquamosus del Triassico medio, il Saurichthys seefeldensis e il Saurichthys striolatus del Triassico superiore. A queste specie, tutte triassiche, si aggiungono forme molto simili attribuite ai generi Eosaurichthys (Permiano superiore, per alcuni autori sinonimo di Saurichthys) e Saurorhynchus (Giurassico inferiore-medio).

## Un veloce predatore
Dal corpo lungo e affusolato, questo pesce è considerato come uno dei più diffusi predatori dei mari del Triassico. La testa sottile e allungata, armata di denti conici, era dotata di ossa dermiche decisamente leggere, tali da ridurre il peso dell'animale. Tutto il corpo era strutturato in modo particolarmente idrodinamico: le pinne anale e dorsale erano poste molto all'indietro, vicino alla pinna caudale, in modo da sfruttare pienamente la spinta propulsiva della coda. Gli organi interni, con tutta probabilità, erano posti nella parte anteriore del corpo, mentre quella posteriore era quasi interamente occupata da potenti muscoli propulsivi. Al contrario di molti pesci contemporanei, il Saurichthys era sprovvisto dello spesso rivestimento di scaglie ganoidi, ridotte a poche file longitudinali lungo il dorso. 

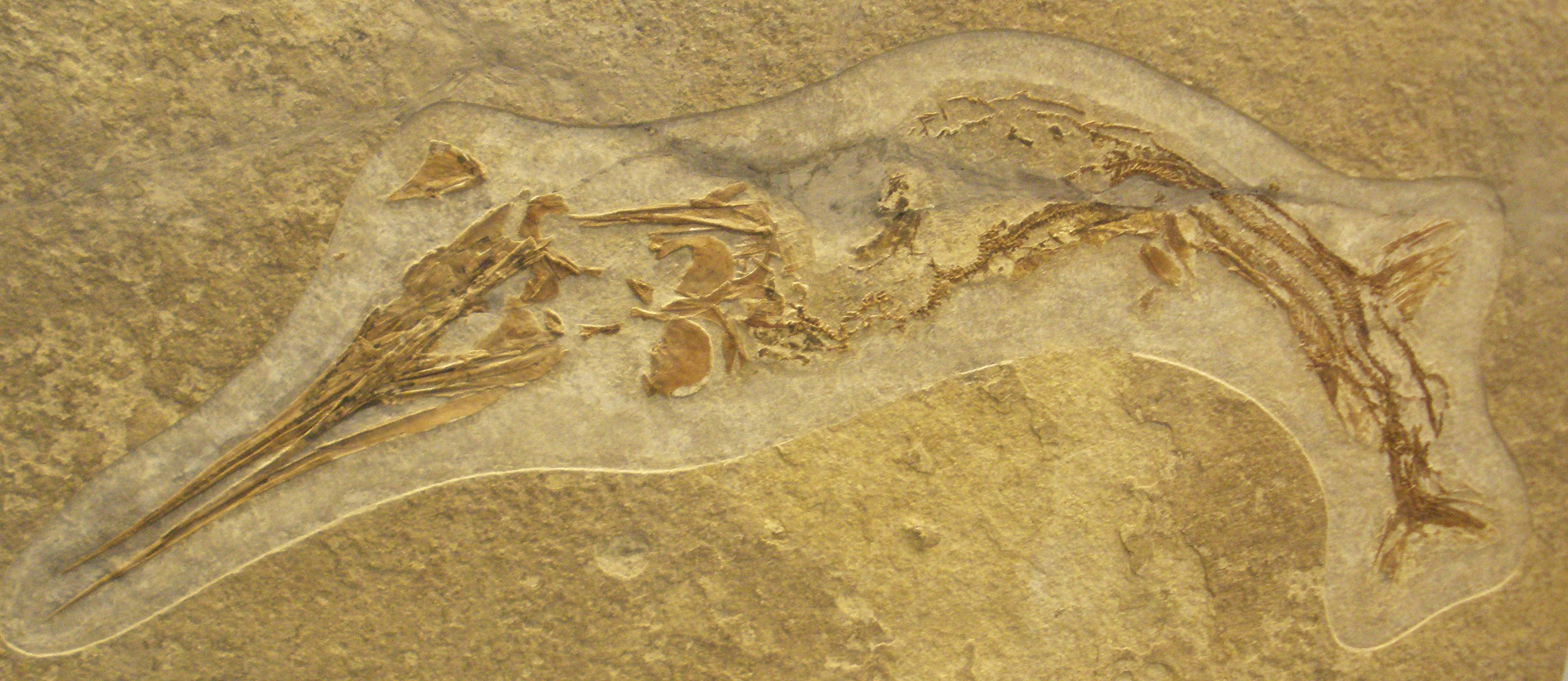
Saurichthys curionii

## Accelerazioni improvvise
La forma del corpo ha portato i paleontologi a pensare che il Saurichthys fosse in grado di compiere brusche accelerazioni e che tendesse agguati agli altri pesci. Di solito, però, i predatori di questo tipo si specializzano solo in determinati ambienti e quindi hanno solo una diffusione limitata, mentre il Saurichthys è conosciuto in molti giacimenti che coprono un vasto periodo geologico. In ogni caso la somiglianza tra Saurichthys e pesci “d'agguato” come l'odierno luccio (Esox lucius) è sorprendente. 

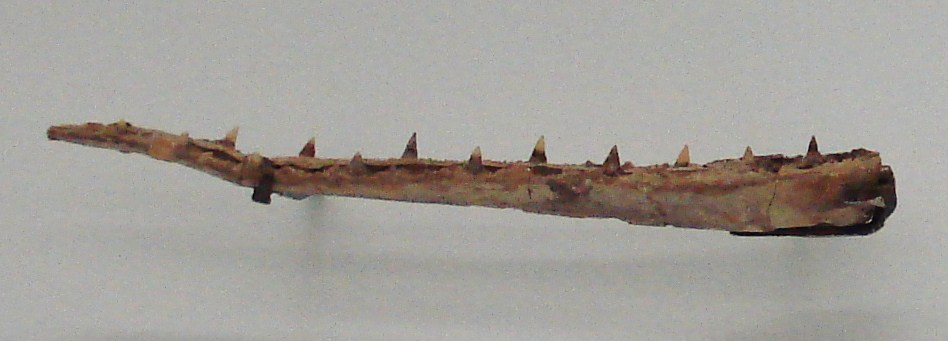
Mandibola di Saurichthys apicalis

## Riproduzione
Saurichthys fornisce la testimonianza più antica di riproduzione vivipara nei pesci. Alcuni esemplari di femmine gravide di Saurichthys macrocephalus e Saurichthys curionii del giacimento del Monte San Giorgio contengono infatti fossili di embrioni ancora racchiusi nel ventre materno.

## Fossili a Besano e del Monte San Giorgio
Molti resti fossili di Saurichthys, appartenenti a varie specie, sono stati rinvenuti in vari giacimenti risalenti al Triassico, tra cui quello di Besano (Italia) e del Monte San Giorgio (Svizzera). Qui, in una ricca fauna di pesci, sono stati ritrovati anche i resti di altri pesci predatori di dimensioni notevoli, come Birgeria.